# Українці Болгарії
Українці в Болгарії — особи з українським громадянством або національністю, які перебувають на території Болгарії.

## Історія
Перші українці в Болгарії з'явилися в епоху Київської держави 9-12 століть. Це були переважно члени християнських місій, які їздили до Першого та Другого Болгарського царства на навчання.
Постійна українська еміграція на території Болгарії з'явилася у часи Запорізької та Задунайської Січі, зокрема у 1820-х роках велика група козаків оселилася в приморському селі Бяла, нащадки яких жили тут до початку XX століття.
З відновленням болгарської державності 1878 року тут постійно перебувають українці — члени торгових та військових місій Російської імперії. Після перемоги в Болгарії германофільських сил тут оселився відомий український вчений Михайло Драгоманов, де викладав у софійському університеті, та й похований у Софії. Тут же неодноразово бувала поетеса Леся Українка.
Стала українська громада сформувалася у Болгарії після Першої світової війни. У міжвоєнний час тут видавалися українські часописи, діяли товариства, тут же творив видатний український скульптор Михайло Паращук (допомагав у скульптурному оздоблені фасаду будівлі Софійського державного університету). Українська громада була налаштована антиросійськи та антибільшовицьки, що обумовило її участь у придушенні комуністичних заколотів. У 1930-х роках частина українського офіцерства емігрувало до Югославії.

## Про громаду після 1991
За даними перепису населення 2000-х років, на території Болгарії проживає 4853 українців, з яких 1789 є болгарськими громадянами, а 3064 — громадянами України, тобто, мають право на постійне або тривале перебування, які здебільшого розрізнено мешкають у великих містах Болгарії (Софія, Варна, Бургас).
В Болгарії офіційно існувало 7 місцевих болгарський організацій, які займаються українцями або таке декларують у свої статутах написаних болгарською мовою:
- Болгарсько-українська фундація «Мати-Україна», м. Софія. Голова — Олена Коцева. Адреса: м. Софія, вул. Владайска, 44
- Співдружність Українців у Болгарії Українська Діаспора, м. Варна. ukrvarna.com Голова — Євгенія Волкова Адреса: 9000, Варненська область, м. Варна, вул. Детеліна 4Б, пов.1
- Товариство «Українська діаспора Балканська Січ» м. Бургас. balsich.net Голова — Сергій Москальов Адреса: м. Бургас, вул. Славянська, 31.
- Товариство «Діаспора-Україна», м. Бургас. Голова — Мар'ян Горбань, заступник голови — Алла Раєнко. Адреса: м. Бургас -8000, жк Възраждане, бл.10, вх.3, ет.4
- Товариство «Добруджа-Україна», м. Добрич. Голова — Олена Дімітрова Адреса: 9303, м. Добріч, Ж.к."Христо Ботев", Бл.9, Вх. А, ап.3
- Товариство «Український дім», м. Сілістра. Голова — Тамара Коларова Адреса: м. Сілістра-7500, бульвар «Македонія», № 173, кв.5
- Українсько-болгарська асоціація «Пловдів». Голова — Мар'яна Імреорова. Адреса: м. Пловдів, вул. Цар Калоян, 8.

З жовтня 2002 р. при фундації «Мати Україна» функціонує недільна школа.
На сьогодні в Болгарії існує одне електронне видання українською мовою: «Болгарсько-українські вісті», в якому подається інформація про бізнес, політику, історію, культуру та спорт. Матеріали з України і про Україну публікуються болгарською мовою, а з Болгарії та про Болгарію — українською. Випускаються «Вісті» з літа 1998 р.
З початку 90-х років у Софійському університеті з'явилась спеціальність — українська філологія.
У 2001 р. вдова відомого україніста Петко Атанасова подарувала бібліотеку свого чоловіка для фундації «Мати Україна», чим було закладено основу української бібліотеки в Софії.
З 2005 року при Посольстві України в Республіці Болгарія організовано «Український клуб», головним завданням якого є сприяння проведенню зустрічей представників української діаспори в Болгарії.
Частина українців Болгарії (переважно із етнічно мішаних родин) після вступу країни до ЄС переселюється до Німеччини та США.

## Перепис населення 2001
Число і частка українців областів, за даними перепису населення в 2001 році:
| Область                  | Кількість | Частка (у %) |
| Болгарія                 | 2 489     | 0.031        |
| ------------------------ | --------- | ------------ |
| Благоєвградська область  | 78        | 0.022        |
| Бургаська область        | 185       | 0.043        |
| Варненська область       | 208       | 0.045        |
| Великотирновська область | 113       | 0.038        |
| Видинська область        | 40        | 0.030        |
| Врачанська область       | 55        | 0.022        |
| Габровська область       | 45        | 0.031        |
| Добрицька область        | 74        | 0.034        |
| Кирджалійська область    | 20        | 0.012        |
| Кюстендильська область   | 34        | 0.020        |
| Ловецька область         | 29        | 0.017        |
| Монтанська область       | 46        | 0.025        |
| Пазарджицька область     | 61        | 0.019        |
| Перницька область        | 44        | 0.029        |
| Плевенська область       | 72        | 0.023        |
| Пловдивська область      | 197       | 0.027        |
| Разградська область      | 23        | 0.015        |
| Русенська область        | 93        | 0.034        |
| Сілістринська область    | 32        | 0.022        |
| Сливенська область       | 35        | 0.016        |
| Смолянська область       | 27        | 0.019        |
| Софійська область        | 59        | 0.021        |
| Софія-місто              | 571       | 0.048        |
| Старозагорська область   | 109       | 0.029        |
| Тирговиштська область    | 21        | 0.015        |
| Хасковська область       | 51        | 0.018        |
| Шуменська область        | 95        | 0.046        |
| Ямбольська область       | 72        | 0.046        |